# 1257
Високе Середньовіччя •  Золота доба ісламу •  Реконкіста •  Хрестові походи •  Монгольська імперія

## Геополітична ситуація
На території колишньої Візантійської імперії існує кілька держав, зокрема Латинська імперія, Нікейська імперія та Трапезундська імперія. У Священній Римській імперії триває період міжцарства (до 1273). У Франції править Людовик IX (до 1270).
Апеннінський півострів розділений: північ належить Священній Римській імперії, середню частину займає Папська область, південь належить Сицилійському королівству. Деякі міста півночі: Венеція, Піза, Генуя тощо, мають статус міст-республік.
Майже весь Піренейський півострів займають християнські Кастилія, Леон (Астурія, Галісія), Наварра, Арагонське королівство (Арагон, Барселона) та Португалія, під владою маврів залишилися тільки землі на самому півдні. Генріх III є королем Англії (до 1272), а королем Данії — Хрістофер (до 1259).
Ярлик від Золотої Орди на княжіння у Володимирі-на-Клязьмі має Олександр Невський. Король Русі Данило Романович править у Галичі. На чолі королівства Угорщина стоїть Бела IV (до 1270). У Кракові княжить Болеслав V Сором'язливий (до 1279).
У Єгипті правлять мамлюки, у Сирії — Аюбіди. Невеликі території на Близькому Сході утримують хрестоносці. У Магрибі розпадається держава Альмохадів. Сельджуки, які окупували Малу Азію, опинилися під владою монголів. Монгольська імперія поділена між спадкоємцями Чингісхана. Північний Китай підкорений монголами, на півдні править династія Сун. Делійський султанат є наймогутнішою державою Північної Індії, а на півдні Індії домінує Чола. В Японії триває період Камакура.
Цивілізація мая переживає посткласичний період. Почала зароджуватися цивілізація ацтеків.

## Події
- Данило Галицький підняв бунт проти ординських баскаків.
- Золоту Орду очолив хан Берке.
- Королем Німеччини обрано Річарда Корнуельського. Альтернативно королем Німеччини обрано кастильського монарха Альфонсо X.
- Венеція і Піза уклали угоду проти Генуї, Генуя домовилася про союзні дії з регентом Сицилійського королівства Манфредом.
- Бонавентуру обрано генералом Ордену францисканців.
- Французький король Людовик IX віддав два будинки Паризькому університету.
- Правителька Єгипту Шаджар ад-Дурр наказала стратити свого чоловіка Айбека, а через три дні загинула сама. Єгипет очолив її син Мансур Алі.
- Монгольський хан Хулагу підступив до Багдада, вимагаючи від халіфа визнати верховенство монголів.
- Монголи захопили й розграбували Ханой.